# Cyrtoclytus monticallisus
Cyrtoclytus monticallisus là một loài bọ cánh cứng trong họ Cerambycidae.